# Price Club
 (novembre 2012).
Si vous disposez d'ouvrages ou d'articles de référence ou si vous connaissez des sites web de qualité traitant du thème abordé ici, merci de compléter l'article en donnant les références utiles à sa vérifiabilité et en les liant à la section « Notes et références ».
Cet article court présente un sujet plus développé dans : Costco.

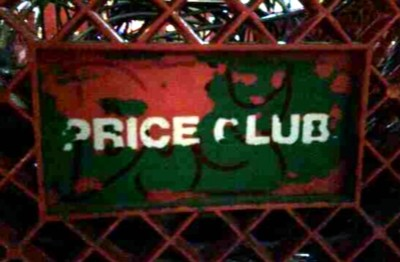
Caddie Price Club

Price Club (appelé Club Price au Québec) était une chaine de distribution fondée par Sol et Robert Price en 1976 à San Diego en Californie aux États-Unis et qui a fusionné avec Costco en 1993, afin de devenir PriceCostco. En 1997, la compagnie changea de nom pour devenir Costco Wholesale.